# سمفونی شماره ۳ (اسکاریابین)
سمفونی شماره ۳ در دو مینور (اپوس ۴۳) اثر الکساندر اسکریابین ، با عنوان « شعر الهی»، بین سال‌های ۱۹۰۲ تا ۱۹۰۴ نوشته و در سال ۱۹۰۵ منتشر شد. این سمفونی اولین بار در ۲۹ مه همان سال در پاریس اجرا شد.

## ساختار
سمفونی از چهار موومان تشکیل شده است که بدون وقفه اجرا می‌شوند:
1. مقدمه
در بخش مقدمه (با نشانه‌ی تمپو: Lento)، تم اصلی ابتدا توسط ترومبون، توبا و سازهای زهی بم نواخته می‌شود، سپس توسط ترومپت‌ها و در ادامه توسط ویولن‌های اول و سازهای بادی چوبی ادامه می‌یابد.